# Église San Daniele de Venise
L'église San Daniele est une ancienne église catholique de Venise, en Italie, démolie en 1839.

## Localisation
L'église San Daniele fut située dans le sestiere de Castello (contrada de Santa Ternità), dans l'angle le plus septentrional de l'île comprise entre le rio de le Verzene au nord, le rio de San Daniel à l'est, le rio de Sant'Ana au sud et le rio de San Gerolamo à l'ouest.

## Historique

Daniel dans la fosse aux lions anciennement dans l'église, aujourd'hui Tableau conservé aux Galeries de l'Académie de Venise

En cet endroit, la famille Bragadin fonda en 820 une petite église sacrée à San Daniele, même si le premier document qui en parle date de 1046. En 1138, Giovanni Polani, fils du doge Pietro Polani et évêque de Castello en fit cadeau à Manfredo, prieur de Fruttuaria, de la congrégation Cistercienne de San Benedetto, qui l'agrandit et y fit construire un monastère annexe à côté de l'abbaye de Fruttuaria. L'église de San Daniele fut consacrée en 1219 par Ugolino, le futur pape Gregoire IX. 
La République racheta du monastère en deux temps (1305 et 1326) le grand lac de San Daniel, duquel il tirera la grande darse de l'Arsenal novo.
Au XVe siècle, le prieur Vincenzo de Sebenico céda l'église avec le monastère à la pieuse dame Chiara Ogniben Sustan, qui fit de sorte qu'en 1437 des religieuses Augustiniennes remplacèrent les moines Cisterciens. 
Lors de la sécularisation des couvents en 1806, l'église et le monastère furent supprimés par décret napoléonien du 28 juillet 1806. L'église fut dépouillée et réduite à un magasin, alors que le couvent fut remis aux troupes de Marine pour être transformé en caserne. Sous la seconde occupation autrichienne (1814 -1848), l'église fut démolie en 1839, ainsi qu'une grande partie du couvent qui fut reconstruit pour devenir un collège militaire, puis devenir caserne de la Marine Militaire Italienne jusqu'à nos jours. Seule la disposition planimétrique des bâtiments rappelle encore la disposition originaire des cloîtres.
Après l'annexion de la Vénétie au Royaume de l'Italie en 1866, à la suite du projet d'agrandissement de l'arsenal de 1867, toute l'île de Saint Danièl fut annexée à l'arsenal, par la suite en étant unie au complexe industriel complexe au moyen d'une passerelle existant encore de nos jours.
Dans le jardin du cercle Officiers de la Marine Militaire se trouve encore la statue de Saint Daniel, transportée ici depuis son ancien site.